# أندريس فانغستاد
أندريس فانغستاد (بالنرويجية: Andreas Vangstad) (و. 1992  م) هو راكب دراجة هوائية نرويجي، ولد في كريستيانساند.

## روابط خارجية
- أندريس فانغستاد على موقع الاتحاد الدولي للدراجات (الإنجليزية)
- أندريس فانغستاد على موقع أرشيف الدراجات (الإنجليزية)
- أندريس فانغستاد على موقع إحصائيات الدراجات الإحترافية (الإنجليزية)
- أندريس فانغستاد على موقع نسبة الدراجات (الإنجليزية)
- أندريس فانغستاد على موقع CycleBase (الإنجليزية)